# Saint-Austremoine
Saint-Austremoine ist ein französischer Ort und eine Gemeinde mit 52 Einwohnern (Stand: 1. Januar 2022) im Département Haute-Loire in der Region Auvergne-Rhône-Alpes (vor 2016: Auvergne). Die Gemeinde gehört zum Arrondissement Brioude und zum Kanton Pays de Lafayette.

## Lage
Saint-Austremoine liegt etwa 45 Kilometer westnordwestlich von Le Puy-en-Velay. Umgeben wird Saint-Austremoine von den Nachbargemeinden Lavoûte-Chilhac im Norden und Osten, Arlet im Osten und Südosten, Cronce im Süden, Chazelles im Süden und Südwesten sowie Ally im Westen und Nordwesten.

## Bevölkerungsentwicklung
| Jahr                       | 1962 | 1968 | 1975 | 1982 | 1990 | 1999 | 2006 | 2017 |
| Einwohner                  | 124  | 119  | 94   | 87   | 80   | 58   | 53   | 45   |
| Quellen: Cassini und INSEE |      |      |      |      |      |      |      |      |

## Sehenswürdigkeiten
- Kirche Saint-Austremoine